# Shadow Tactics: Blades of the Shogun
Shadow Tactics: Blades of the Shogun é um jogo eletrônico de táticas em tempo real de estilo furtivo, desenvolvido pela Mimimi Productions e publicado pela Daedalic Entertainment. A jogabilidade é semelhante às das séries Commandos e Desperados. Foi lançado em 6 de dezembro de 2016 para Microsoft Windows, macOS e Linux e em julho de 2017 para PlayStation 4 e Xbox One.

## Enredo
O cenário do jogo é vagamente baseado no período Edo do Japão. Um shogun unificou o Japão após anos de guerra. No entanto, um misterioso senhor da guerra conhecido como Kage-sama surgiu, comprometendo a estabilidade do país. O shogun designa Oshiro Mugen, um samurai em seu serviço, para eliminar Kage-sama e seus aliados. Durante sua missão, Mugen conhece e recruta quatro agentes especializados em infiltração e assassinato: Hayato, um ninja sombrio da antiga província de Iga; Yuki, uma jovem proscrita inteligente e curiosa; Aiko, uma kunoichi da província de Shinano e amante de Mugen; e Takuma, atirador de elite, mestre armeiro e alquimista.
Juntos, eles identificam e matam dois aliados de Kage-sama: Lord Yabu e General Okkoto. Quando eles tentam prender Kage-sama, eles são capturados. Kage-sama não é outro senão Lord Noboru, o irmão mais novo do shogun e general ancião. Noboru não quer a paz, mas um estado perpétuo de guerra, onde guerreiros como ele estão em seu elemento. Mantendo os companheiros de Mugen reféns, Noboru obriga Mugen a levá-lo ao refúgio secreto de Ryunosuke, o filho do Shogun, a quem o filho de Noboru, Masaru, mata. Os companheiros de Mugen escapam do cativeiro, mas um Mugen cheio de culpa e desonrado comete seppuku.
Depois de saber que o grupo sobreviveu, Noboru os culpa pelo assassinato de Ryunosuke e planeja furtivamente um plano para assassinar o shogun. O grupo sequestra Masaru e o entrega ao Shogun, a quem ele confessa tudo sobre seu envolvimento na trama de seu pai. O shogun executa Masaru e envia o grupo em sua missão final para matar Noboru em seu castelo. Tendo vingado Mugen, os quatro companheiros se separam e desaparecem dos olhos da história. Mais tarde, Aiko dá à luz o filho de Mugen, a quem o Shogun adota, permitindo que seu legado persista.

## Jogabilidade
Shadow Tactics: Blades of the Shogun é jogo de táticas em tempo real de estilo furtivo, inspirado nas séries de jogos Commandos e Desperados. O jogador comanda uma equipe pequena e executa vários atos de espionagem, sabotagem e assassinato, como se infiltrar em fortalezas fortemente guardadas e eliminar inimigos, matar/capturar alvos especiais, roubar documentos importantes, ouvir conversas para coletar informações ou resgatar outros personagens.

## Recepção
Shadow Tactics: Blades of the Shogun recebeu críticas "geralmente favoráveis", de acordo com o site agregador de críticas Metacritic. O blog Rock, Paper, Shotgun achou o jogo melhor que Commandos 2 e a série Desperados.

## Spin-offs e outras mídias
- Uma versão de jogo de tabuleiro do jogo para PC publicada pela Antler Games foi financiada com crowdfunding no Kickstarter em 2019.[12][13]